# Lagoa do Tocantins
Lagoa do Tocantins est une municipalité brésilienne située dans l'État du Tocantins.